# Joseph Maria Homeyer
Johannes Joseph Maria Homeyer (* 18. September 1814 in Lüderode im Eichsfeld; † 5. Oktober 1894 in Duderstadt) war ein deutscher Musiklehrer, Organist und ein zeitgenössisch bekannter Klavier- und Orgelvirtuose.

## Leben
Joseph Maria (auch: Josef Maria) wuchs ab 1817 in Duderstadt auf, nachdem sein Vater Johann Joseph Adam Homeyer im selben Jahr das Organistenamt an der dortigen St.-Cyriakus-Kirche übernahm. Musikalisch hochbegabt wurde der junge Josef Maria von seinem Vater unterrichtet, danach besuchte er das Progymnasium in Duderstadt und die Gymnasien in Heiligenstadt und Hildesheim. Während und nach seinem Studium wirkte er als Musiklehrer, gab Konzerte und reiste mit Theater- und Operngesellschaften durch zahlreiche Länder, was ihn in der damaligen musikalischen Welt bekannt machte. Innerhalb von etwa 25 Jahren machte er zwölf Rundreisen durch Deutschland, Italien, Frankreich, die Schweiz, Belgien, Holland, England, Luxemburg, Österreich, Ungarn und Ägypten. Erfolge und Misserfolge waren ihm dabei beschert. Eine besondere Begegnung dieser Jahre war eine Privataudienz bei Papst Gregor XVI. Nach dem Tod seines Vaters übernahm er als dessen Nachfolger das Organistenamt (1867–1894) an der Creutzburg-Orgel der St.-Cyriakus-Kirche in Duderstadt. Fortan verlief sein Leben ruhiger.